# Hot Action Cop
Hot Action Cop – amerykański zespół muzyczny grający głównie funk rocka, rocka alternatywnego z domieszką rapu. Grupa wydała swój debiutancki album w wytwórni Lava/Atlantic Records w marcu 2003 roku. Rob Werthner (wokalista/gitarzysta rytmiczny/kompozytor/frontman) stworzył wcześniej zespół w 1990 roku z basistą – Luisem Espaillatem, perkusistą – Korym Knippem oraz gitarzystą z Louisville – Timem Flahertym. Później przed 2003 rokiem przyjął do zespołu Daniela Feese’a (zajmuje się grą na instrumentach klawiszowych). Z wieloma wpływowymi zespołami (włączając Bloodhound Gang, Eminem, Red Hot Chili Peppers oraz Limp Bizkit) wrócił z piosenkami funky beats oraz tekstami piosenek o seksie.
Nazwa grupy prawdopodobnie pochodzi od pseudonimu, który Werthner dał nowemu chłopakowi byłej dziewczyny, z którą zerwał we wczesnych latach 90. Chłopak jej był policjantem z Nowego Jorku i miał przestarzałą fryzurę.
Ich utwór „Fever for the Flava” był użyty w ścieżkach dźwiękowych paru filmów (m.in. American Wedding, Grind). Również pojawił się w paru odcinkach King of the Hill, Zwariowany świat Malcolma oraz The Man Show. Także ten utwór pojawił się w grze komputerowej Need for Speed: Hot Pursuit 2. Teledysk tego utworu został umieszczony na 49. miejscu na liście „50 Najbardziej kontrowersyjnych filmów” przez MuchMusic.

## Obsada
Do grupy Hot Action Cop należą:
- Rob Werthner – wokalista, gitara
- Tim Flaherty – gitara
- Juan Chavolla – basy
- Daniel Feese – instrumenty klawiszowe
- Gary Shaine Horrie – perkusja.

## Dyskografia

### Albumy studyjne
- Hot Action Cop  (2003)

### Dema
- Nutbag EP (2002)

### Single
- „Don't Want Her to Stay”
- „Fever for the Flava”

### Muzyka filmowa
- The Hot Chick („Utwór „Fever for the Flava”)
- The Real Cancun (Utwór „Fever for the Flava”)
- American Wedding (Utwór „Fever For the Flava”)
- Alarm für Cobra 11 (serial w wersji niemieckiej) (Utwór „Fever For the Flava”)
- Grind (Utwory „Goin’ Down On It”, „Fever For the Flava”)
- S.W.A.T. Jednostka Specjalna (Utwór „Samuel L. Jackson”)
- Need for Speed: Hot Pursuit 2 (Utwory „Goin’ Down On It”, „Fever For The Flava”)
- Project Gotham Racing 2 (Utwór „Don’t Want Her to Stay”)